# Közönséges jázmin
A közönséges jázmin (Jasminum officinale) az olajfafélék családjába tartozó faj. Őshonos a Kaukázusban, É-Irán, Afganisztán, Pakisztán, Ny-Kína területén és a Himalájában. Pakisztán nemzeti jelképe.

## Leírása
Nagyjából 5 méter magasságig növő cserje, megfelelő támaszték megléte esetén 10 méterig felkúszhat. Levelei szembenállók, 5-9 levélkéből állnak. A levélkék 1-6 centiméter hosszúak, lándzsahegy alakúak. Illatáról nevezetes fehér virágai körülbelül 2,5 centiméter szélesek, 0,4–2,5 centiméter hosszú nyélen ülnek. Csészéje 1-3 milliméteres, csupasz vagy enyhén szőrözött. Pártája ötszirmú, melyek 6-12 milliméter hosszúak. Júniustól szeptemberig virágzik. Kerekded sötétvörös bogyókat terem, melyek később bíborszínűvé válnak.

## Felhasználása
Illóolaját az aromaterápia használja. A bőrgyógyászatban mint antiszeptikus vagy gyulladásgátló szerként használják.
A népgyógyászatban Dél-Kínában a Jasminum officinale var. grandiflorumot hepatitis kezelésére használják. In vitro kísérletekben kimutatták anti-virális hatását.
A Jasminum officinale var. grandiflorum Linn. virágrügyeinek vizes kivonatát nőnemű patkányok termékenységére vonatkozóan vizsgálták. A kivonat a szérum progreszterin szint jelentős csökkenését okozta.
Elővigyázatosság: az illóolaj irritációt okozhat túl gyakori vagy túl magas koncentrációban való használatkor. Fő komponense benzyl-acetát (~25%) ami felszívódik a bőrön keresztül és allergiát válthat ki az arra érzékenyeknél.

## Fordítás
- Ez a szócikk részben vagy egészben a Jasminum officinale című angol Wikipédia-szócikk Medical uses című fejezete ezen változatának fordításán alapul.  Az eredeti cikk szerkesztőit annak laptörténete sorolja fel. Ez a jelzés csupán a megfogalmazás eredetét és a szerzői jogokat jelzi, nem szolgál a cikkben szereplő információk forrásmegjelöléseként.